# Khalifa Abdul Hakim
Khalifa Abdul Hakim (Urdu خلیفہ عبدالحکیم; geb. 1. Juli 1893 in Lahore, Britisch-Indien; gest. 31. Januar 1959 in Lahore, Pakistan) war ein muslimischer Intellektueller, Philosoph und Dichter und eine Persönlichkeit des Islams in Pakistan. Er war Gründungsdirektor des Institute of Islamic Culture in Lahore.

## Leben und Wirken
Khalifa Abdul Hakim wurde 1893 in Lahore, Britisch-Indien, der alten Hauptstadt der Provinz Punjab, geboren. Er studierte am Muhammedan Anglo-Oriental College (M.A.O. College) in Aligarh und am St Stephen’s College in Delhi. Er promovierte in Deutschland an der Universität Heidelberg in Philosophie. Er lehrte Philosophie, unter anderem an der Osmania University in Hyderabad (Dekkan). Nach der Teilung Indiens 1947 begab er sich nach Pakistan und leitete dort von 1949 bis 1959 das Institute of Islamic Culture (IIC) in Lahore. Khalifa Abdul Hakim schrieb auf Urdu, Englisch und Persisch, er übersetzte aus dem Persischen. Er ist bekannt als Verfasser eines Werkes über die Metaphysik des persischen mystischen Dichters  Rumi (1207–1273), womit er 1933 in Heidelberg promovierte. Für die von M. M. Sharif herausgegebene zweibändige Geschichte der muslimischen Philosophie (A History of Muslim Philosophy) steuerte er ebenfalls einen Beitrag über Rumi bei (Kap. 42) und einen über den als geistigen Vater Pakistans geltenden Dichter und Philosophen Muhammad Iqbal (1877–1938) (Kap. 82: Renaissance in Indo-Pakistan: Iqbal). Zu seinen Ehren findet jedes Jahr im Auditorium der Quaid-e-Azam Library eine Khalifa Abdul Hakim Memorial Lecture am Institute of Islamic Culture statt.

Mit Iqbal und seinen Ansichten über den Westen setzte sich Khalifa Abdul Hakim kritisch auseinander: 

„This tendency to criticize the West is so deeply embedded in Iqbal's thoughts that in so many of his poems, even if it is completely out of place, he will insert one odd critical strike to the West. (dt. Dieser Hang, den Westen zu kritisieren, ist so tief in Iqbals Gedanken eingebettet, dass er – selbst wenn dies völlig fehl am Platze ist – in vielen seiner Gedichte einen eigenartigen kritischen Seitenhieb gegenüber dem Westen einfügt.)“

Als sein berühmtestes Werk gilt Islamic ideology : The fundamental beliefs and principles of Islam and their application to practical life (Islamische Ideologie: Die grundlegenden Überzeugungen und Prinzipien des Islams und ihre Anwendung auf das praktische Leben), das vielfach neu aufgelegt wurde.
Er starb 1959 in Lahore, Pakistan.

## Zitat
„Wenn Marxismus die Antithese zur kapitalistischen These ist, dann steht der Islam den beiden als dialektische Synthese gegenüber.“

## Publikationen (Auswahl)
- The metaphysics of Rumi (a critical and historical sketch). Lahore : Ripon Press, 1933. Zugl.: Heidelberg Univ., Diss., 1933
- Islamic ideology : The fundamental beliefs and principles of Islam and their application to practical life. Institute of Islamic Culture Lahore, Tenth edition 2006 (Digitalisat)
- Islam & Communism.  Lahore: Institute of Islamic Culture, 1953
- Fikr-e-Iqbal [Iqbals Denken] (Lahore: Bazm-e-Iqbal, 1988)
- "Hikmat e Rumi" (Lahore: Idara Saqaafat e Islamia, 1955)